# 方承笏
方承笏（1567年—1620年），字伯書，號唏讱，福建興化府莆田縣人，民籍，明朝政治人物。

## 生平
萬曆四十年（1612年）壬子科順天鄉試第六名舉人，四十一年（1613年）聯捷癸丑科進士。户部觀政，四十三年授戶部主事，昌平管粮，四十七年升陕西司員外郎，次年卒于官。居官清慎，著有《湖心亭集》。

## 家族
曾祖方重熙。祖父方攸躋，嘉靖庚戌進士，官户部员外郎。父方沆，隆慶戊辰進士，湖廣僉事。母林氏。次弟方承簡；三弟方承篪，字伯邕，萬曆二十五年丁酉舉人。方承笏娶提舉周誥女，生三女：一適僉事林焲章孫諸生林銘盤，一適運使李寅實孫李堯衣。